# Ilse Zielstorff
Ilse Zielstorff (* 30. September 1935 in Berlin; † 25. Mai 2015 in München) war eine deutsche Schauspielerin.

## Leben und Wirken
Ilse Zielstorff erhielt ihre künstlerische Ausbildung bei Helmuth Gmelin in Hamburg. Ihr erstes Engagement führte sie 1951 nach Lüneburg. 1952 wechselte sie für eine Spielzeit nach Detmold, 1953 für eine weitere nach Hannover. In der Spielzeit 1954/55 wirkte sie am Theater in Kiel, von 1957 bis 1959 am Stadttheater von Bern. Anschließend ging sie ans Nationaltheater nach Mannheim. Später arbeitete Zielstorff freischaffend.
Zielstorff erlangte neben Rollen in verschiedenen Hörspielproduktionen vor allem durch Gastrollen in Fernsehserien wie Ida Rogalski, Anwalt Abel oder Alle meine Töchter Bekanntheit. Von der Kritik wurde ihre Darstellung der Margot Honecker in Hans-Christoph Blumenbergs Doku-Drama Deutschlandspiel gelobt. Sie wirkte in ihrer fast sechs Jahrzehnte lang andauernden Karriere als Schauspielerin vor der Kamera in mehr als 60 Film-und-Fernsehproduktionen mit.
Von 1968 bis zu ihrem Tod war sie mit dem Schauspieler Rolf Schimpf verheiratet. Das Paar lebte ab 1974 in München und seit Anfang Juni 2010 im Senioren-Wohnstift Augustinum in München-Neufriedenheim. In ihren letzten Lebensjahren war sie an Demenz erkrankt. Zielstorff starb im Mai 2015 im Alter von 79 Jahren in München.

## Filmografie (Auswahl)
- 1951: Professor Nachtfalter
- 1965: Liebe nicht ausgeschlossen
- 1965: Ein Anruf für Mister Clark
- 1966: Gewagtes Spiel – Der Pechvogel
- 1967: Helga – Vom Werden des menschlichen Lebens
- 1969: Ende eines Leichtgewichts
- 1969: Ida Rogalski (Fernsehserie, 1 Folge)
- 1970: Das Chamäleon
- 1970: Drüben bei Lehmanns (Fernsehserie, 8 Folgen)
- 1970: Polizeifunk ruft (Fernsehserie, 1 Folge)
- 1972: Gran Canaria
- 1974: Eine geschiedene Frau (6-teilige Miniserie)
- 1983: Der Androjäger (Fernsehserie, 1 Folge)
- 1989: Die Schwarzwaldklinik (Fernsehserie, 1 Folge)
- 1992: Der Papagei
- 1993: Der große Bellheim (TV-Vierteiler)
- 1994: Lutz & Hardy (Fernsehserie, 1 Folge)
- 1996: Alle meine Töchter (Fernsehserie, 8 Folgen)
- 1997: Parkhotel Stern (Fernsehserie, 1 Folge)
- 1998–2003: Alphateam – Die Lebensretter im OP (Fernsehserie, 3 Folgen)
- 1999: Ein Lied von Liebe und Tod – Gloomy Sunday
- 2000: Dr. Stefan Frank – Der Arzt, dem die Frauen vertrauen (Fernsehserie, 1 Folge)
- 2000: Deutschlandspiel
- 2000: Streit um drei (Fernsehserie, 1 Folge)
- 2001–2005: In aller Freundschaft (Fernsehserie, 2 Folgen, verschiedene Rollen)
- 2003: Wilde Engel (Fernsehserie, 1 Folge)
- 2003: Zwei Profis (Fernsehserie, 1 Folge)
- 2004: Um Himmels Willen (Fernsehserie, 1 Folge)
- 2005: Edel & Starck (Fernsehserie, 1 Folge)
- 2005: Die Schwarzwaldklinik – Die nächste Generation
- 2008: SOKO München (Fernsehserie, 1 Folge)
- 2008: Der Alte (Fernsehserie, 1 Folge)
- 2009: Hausmeister Krause – Ordnung muss sein (Fernsehserie, eine Folge)

## Hörspiele (Auswahl)
- 1951 (Radio Bremen): Eine Blume für Ida (nach Hans Hergin)[9]
- 1952 (Radio Bremen): Ich bin der Wassersucher Dominik Atteo (nach Wolfgang Weyrauch) – mit Gert Westphal (Regie)
- 1952 (Radio Bremen): Die Stimme hinter dem Vorhang (Gottfried Benn) – mit Gert Westphal (Regie)
- 1954 (NWDR): Der Fischer, der Dämon und der versteinerte Prinz (Günter Eich nach Märchen aus 1001 Nacht)
- 1955 (Polydor): Der Standhafte Zinnsoldat (Regie: Sándor Ferenczy)[10]
- 1956 (NDR/HR): Das Streichholz unterm Bett (nach Anton Tschechow)[11]
- 1961 (SDR): Lysistrate (Aristophanes) – mit Gertrud Kückelmann
- 1965 (Telefunken): Aschenputtel (Regie: Ingeborg Walther; Musik: Jo Langenberg)
- 1966 (BR): Auftrag für Quentin Barnaby (2. Staffel) u. a. Letzte Aufführung (nach Philip Levene) – mit Jürgen Scheller und Horst Sachtleben
- 1972 (BR): Neue Abenteuer von Dickie Dick Dickens (4. Staffel: 7. Folge: Armer Mr. Hickleday) als Ilse Zielsdorf (nach Alexandra und Rolf Becker)
- 1985 (BR): Rausch der Verwandlung (Stefan Zweig) – Regie: Gert Westphal[12]
- 1988 (Schneider Ton): Trixie Belden 7 – Entdeckt Das Haus Im Moor (Julie Campbell) – mit Christian Quadflieg